# Karel Blits
Karel Wilhelm Blits (Amsterdam, 5 september 1924 – Moreno Valley, 7 februari 2008) was een Nederlands voetballer.

## Biografie
Karel Blits was de zoon van Jacob Blits en Antonia Johanna Hendrika Fransman. Hij had drie zussen en vier broers. Zijn oudere broer Jacob overleden in 1943 in Sobibór.
Hij speelde van 1950 tot 1951 bij AFC Ajax als linksbuiten. Van zijn debuut in het kampioenschap op 19 november 1950 tegen DOS tot zijn laatste wedstrijd op 18 maart 1951 tegen DOS speelde Blits in totaal 3 wedstrijden in het eerste elftal van Ajax.

## Statistieken
| Club  | Seizoen | Competitie | Competitie | Beker | Beker | Totaal | Totaal |
| Club  | Seizoen | Wed.       | Dlp.       | Wed.  | Dlp.  | Wed.   | Dlp.   |
| ----- | ------- | ---------- | ---------- | ----- | ----- | ------ | ------ |
| Ajax  | 1950/51 | 3          | 0          | -     | -     | 3      | 0      |
| Total | Total   | 3          | 0          | -     | -     | 3      | 0      |